# Justin Meldal-Johnsen
Justin Meldal-Johnsen, född 1970 i Eugene, Oregon, USA, är en basist, mest känd för sitt arbete med Grammy Award-vinnande artisten Beck.